# 周紘
周紘，山西省太原府陽曲縣（山西省太原市）人，明朝政治人物。

## 生平
成化十四年（1478年），周紘中進士，授南京吏部給事中，不久，與御史張昺閱軍，被太監蔣琮誣奏，貶南京光祿署丞。正德四年，任山東右布政使。

## 家族
父周瑄。